# 公慶

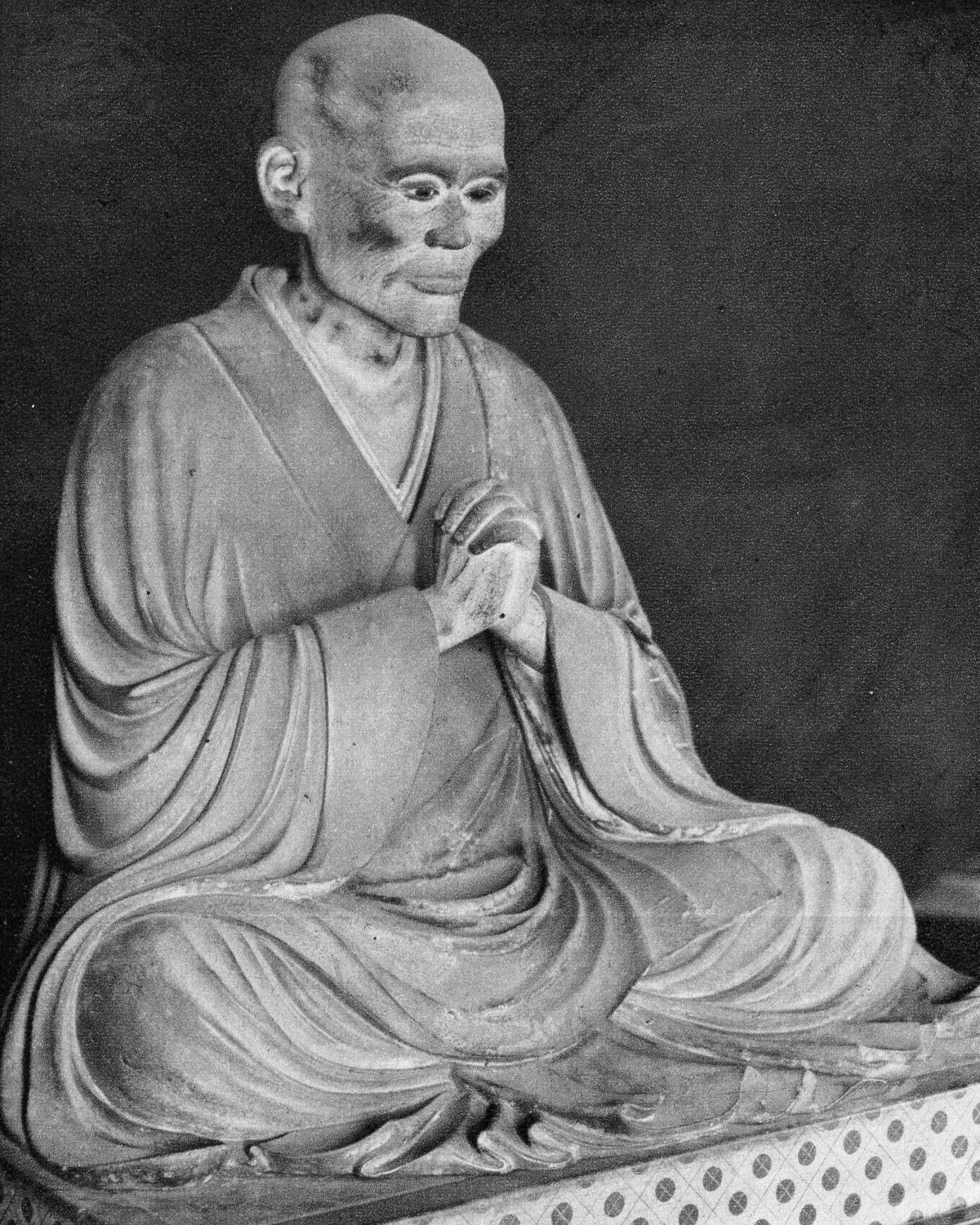
木造公慶上人坐像（重要文化財、東大寺）

公慶（こうけい、慶安元年11月15日〈1648年12月29日〉 - 宝永2年7月12日〈1705年8月30日〉）は、江戸時代前期の三論宗の僧侶。東大寺の大仏および大仏殿の再建に尽力した。丹後国宮津（現・京都府北部宮津市）の生まれである。

## 生涯

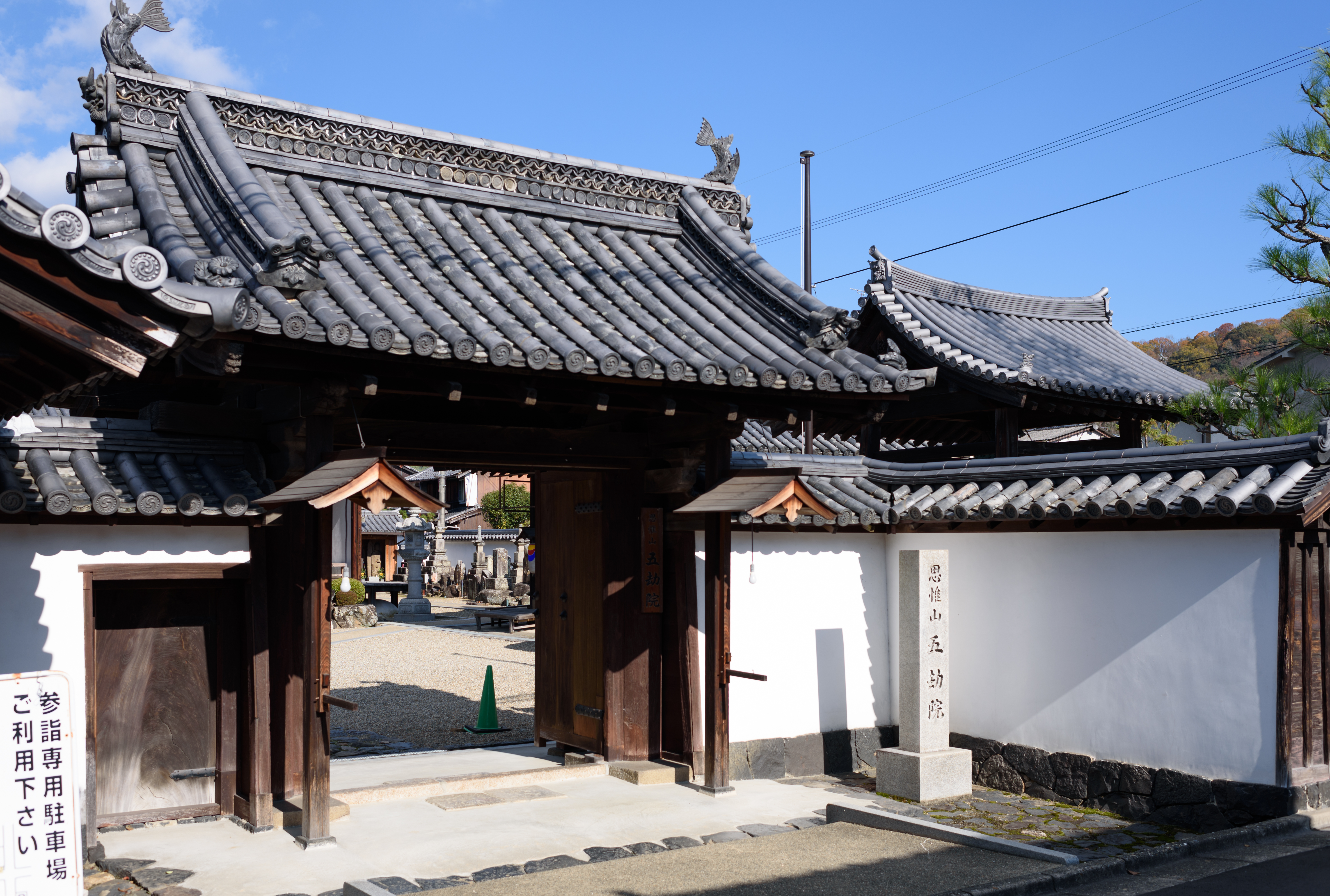
五劫院

父は大和国添下郡鷹山（現在の奈良県生駒市）に生まれ、丹後国で京極高広に仕えた鷹山頼茂。公慶は頼茂の7人目の子として丹後国宮津に生まれ、幼名を七之助といったという。その後、京極家を辞した父に連れられ奈良へと移った。
万治3年（1660年）、東大寺大喜院に入寺（『公慶上人年譜』によれば12月9日）、英慶について出家した。当時、東大寺の大仏は永禄10年（1567年）の東大寺大仏殿の戦いによって大仏殿が焼失、その後に作られた仮屋も慶長15年（1610年）に台風で倒壊し、雨ざらしとなっていた。入寺後の12月15日、大雨の中で大仏を見た公慶は、大仏殿再建を決意したとされる。貞享元年（1684年）江戸幕府の許可を得て、「一紙半銭」を標語に全国で勧進を展開、7年後には1万1千両にまで達した。これは現在の貨幣価値に換算するとおよそ10億円にも及ぶ。元禄5年（1692年）に大仏の修理が完成して開眼法要を挙行した。この功を認められて翌・元禄6年（1693年）には、護持院隆光の仲立ちにより、5代将軍・徳川綱吉と桂昌院に紹介され、徳川綱吉に拝謁、その助力もあり、大仏殿の建立に取り掛かり。幕府の援助のもとで大仏殿建立のための勧進を全国的に継続した。

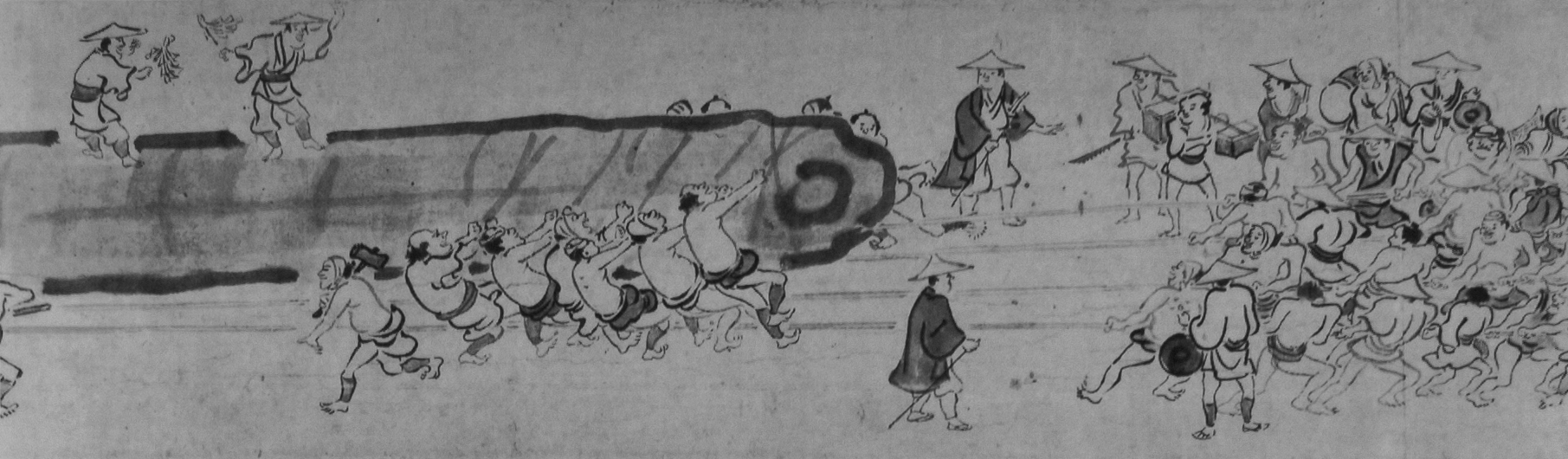
「大仏殿虹梁木曳図」（明誉古磵筆、東大寺蔵）。日向国で伐採された2本の巨大なアカマツは鹿児島湾から日向灘、瀬戸内海を経て大坂から淀川を遡り、泉木津で陸揚げされ、以降は人力で奈良坂を越えて奈良に至った。

しかし、当時の日本本土では諸大名による大城郭や城下町の建設、あるいは豊臣秀吉と豊臣秀頼二代に渡る京都方広寺大仏殿（京の大仏）の建立と再建も相まって、森林資源が枯渇していた。幕府の協力でも良材の入手は難しく、結果として大仏殿の設計を変更し、天平時代の建立時、鎌倉時代の重源による再建時の間口11間から7間に縮小し、2代目方広寺大仏殿で採用された技法に倣い、小材を金輪で締め上げて成形した一種の集成材を柱に用いることで大径材の枯渇に対応した。だが虹梁と呼ばれる2本の大梁にはどうしても集成材ではない無垢材、それも長さ13間のものをそれぞれ用意する必要があり、日本中を探し回った末の宝永元年（1704年）、日向国白鳥山で2本のアカマツの巨木を発見、のべ10万人の人員を導入して奈良まで運搬し、めでたく宝永2年、上棟式を迎える。だが、公慶自身は大仏殿の落慶を見ることはなく、宝永2年（1705年）に江戸で痢病で客死した。遺骸は奈良へ運ばれ、東大寺の北にあり、東大寺復興の先人重源が建てた五劫院に埋葬された。
大仏殿の落慶が成ったのは宝永6年（1709年）、公慶が没してのち4年目のことであった。現在の東大寺に見られる大仏殿はこのときのものである。大仏殿の落慶法要後には中門・廻廊・東西楽門も再建された。公慶の死の翌年、仏師性慶と公慶の弟子即念により「公慶上人坐像」（重要文化財）が製作されたが、この像は勧進所内に建てられた御影堂にあり、大仏殿のある東を向いて設置されている。

## 大仏の建造と焼失
大仏および大仏殿を巡って繰り返された建造と焼失の歴史的経緯に関わる主要人物の一覧。
- 聖武天皇 ：奈良時代中期、創建。
  - 平重衡 ：平安時代末期、焼失（cf. 平重衡の兵火による焼失、南都焼討）。
- 俊乗房重源 ：平安時代末期、再建。
  - 三好三人衆と松永久秀 ：室町時代末期、焼失（cf. 松永・三好の兵火による焼失、東大寺大仏殿の戦い）。
- 公慶 ：江戸時代前期、再建。